# Let the Rhythm Hit 'Em
Albums de Eric B. & Rakim
Follow The Leader
(1988) Don't Sweat the Technique
(1992)
Singles
1. Let the Rhythm Hit 'Em
Sortie : 1990
2. In the Ghetto
Sortie : 1991
3. Mahogany
Sortie : 1991

Let the Rhythm Hit 'Em est le troisième album studio d'Eric B. & Rakim, sorti le 19 juin 1990.
Cet album marque un tournant dans la carrière du groupe car Rakim adopte une voix plus profonde et agressive et parle de sujets plus matures et sérieux. Il est considéré comme l'album le plus abouti du duo.
En 1998, le magazine américain The Source l'a classé parmi les « 100 meilleurs albums de rap ».
L'album s'est classé 10e au Top R&B/Hip-Hop Albums et 32e au Billboard 200.

## Liste des titres
| No  | Titre                                            | Contient un (des) sample(s) de | Durée |
| --- | ------------------------------------------------ | --- | ----- |
| 1.  | Let the Rhythm Hit 'Em                           | Do the Funky Penguin de Rufus Thomas Nautilus de Bob James The Assembly Line des Commodores Night on Bald Mountain de Bob James Joyous de Pleasure Change the Beat (Female Version) de Beside                            | 5:30  |
| 2.  | No Omega                                         | Chocolate Buttermilk de Kool & The Gang Think (About It) de Lyn Collins I Need Help (I Can't Do It Alone) de James Brown I Can't Stop de John Davis and the Monster Orchestra Change the Beat (Female Version) de Beside | 4:45  |
| 3.  | In the Ghetto                                    | Kissing My Love de Bill Withers Ghetto: Misfortune's Wealth de The 24-Carat Black I Ain't No Joke d'Eric B. & Rakim | 5:22  |
| 4.  | Step Back                                        | It's a New Day des Skull Snaps Take Me to the Mardi Gras de Bob James Zimba Ku de Black Heat Microphone Fiend d'Eric B. & Rakim                                                                                          | 4:24  |
| 5.  | Eric B. Made My Day                              | Funky President de James Brown Bustin' Loose de Chuck Brown and The Soul Searchers Peter Piper de Run–D.M.C. | 5:05  |
| 6.  | Run for Cover                                    | Sexy Coffee Pot de Tony Alvon & the Belairs | 4:46  |
| 7.  | Untouchables                                     | Oliloqui Valley d'Herbie Hancock Bumpin' on Young Street de Young-Holt Unlimited | 4:15  |
| 8.  | Mahogany                                         | I'm Glad You're Mine d'Al Green | 4:41  |
| 9.  | Keep 'Em Eager to Listen                         | Chocolate Buttermilk de Kool & The Gang Message From the Meters de Funk, Inc. | 4:40  |
| 10. | Set 'Em Straight                                 | | 4:25  |
| 11. | Let the Rhythm Hit 'Em (12" Vocal Version Remix) | We Got the Funk de Positive Force | 6:23  |